# 真夜中のオモチャ箱
「真夜中のオモチャ箱」（まよなかのおもちゃばこ）は、日本の ロックバンドであるスターリンの4枚目のシングル。1990年9月25日に アルファレコードから発売された。

## 解説
- アルバム『殺菌バリケード』（1990年）と同時発売されたシングル。曲調はハードロックよりの仕上がりとなっている。
- 上記アルバムとこのシングルより、ギターに新たに斉藤律が加入し、さらにベースの西村雄介がレコーディングの途中で脱退、新たに安達親夫が加入している。以後、解散まではこのメンバーで活動している。
- PVは、東欧ツアー時に東ベルリンで撮影されたものとなっており、一部東欧でのライブ映像も含まれている。
- カップリング曲の「1.2.3.4. ペレストロイカ」は、ソビエト連邦で進められた政治体制の改革運動であるペレストロイカを題材にした曲。アルバム未収録となっている。

## リリース履歴
| No. | 日付          | レーベル         | 規格      | 規格品番 | 最高順位 | 備考 |
| --- | ------------- | ---------------- | --------- | -------- | -------- | ---- |
| 1   | 1990年9月25日 | アルファレコード | 8センチCD | ALDA-19  | -        |      |

## 収録曲
1. 「真夜中のオモチャ箱」
  - 作詞：遠藤ミチロウ／作曲：斉藤律
2. 「1.2.3.4. ペレストロイカ」
  - 作詞：遠藤ミチロウ／作曲：三原重夫

## 参加ミュージシャン
- 遠藤ミチロウ - ボーカル
- 三原重夫 - ドラムス
- 斉藤律 - ギター
- 西村雄介 - ベース

## 収録アルバム
- 「真夜中のオモチャ箱」
  - 『殺菌バリケード』（1990年）
  - 『行方不明 〜LIVE TO BE STALIN〜』（1991年）
  - 『飢餓々々帰郷』（2007年）
- 「1.2.3.4. ペレストロイカ」
  - 『行方不明 〜LIVE TO BE STALIN〜』（1991年）
  - 『飢餓々々帰郷』（2007年）